# تشارلز وايت
تشارلز وايت (بالإنجليزية: Charles White)‏ (1823 - 1873) هو لاعب كريكت بريطاني (وحمل سابقاً جنسية المملكة المتحدة لبريطانيا العظمى وأيرلندا).